# Verwaltungsgemeinschaft Saal an der Saale
In der Verwaltungsgemeinschaft Saal a.d.Saale im unterfränkischen Landkreis Rhön-Grabfeld haben sich am 1. Mai 1978 die folgende Gemeinden zur Erledigung ihrer Verwaltungsgeschäfte zusammengeschlossen: 
1. Großeibstadt, 1038 Einwohner, 16,65 km²
2. Saal a.d.Saale, Markt, 1563 Einwohner, 21,57 km²
3. Wülfershausen a.d.Saale, 1555 Einwohner, 18,12 km²

Sitz der Verwaltungsgemeinschaft ist in Saal a.d.Saale.
Der Vorsitzende der Verwaltungsgemeinschaft ist Emil Sebald.